# فهرست قنات‌های شهرستان هشترود
جدول زیر بر اساس آمار وزارت جهاد کشاورزیتهیه شده‌است. فهرست زیر قنات‌های شهرستان هشترود در استان آذربایجان شرقی را نشان می‌دهد.
| نام قنات           | موقعیت                       | نزدیک‌ترین روستا | طول قنات (متر) | تعداد میله چاه | عمق مادر چاه | دبی (لیتر بر ثانیه) | سطح زیر کشت (هکتار) |
| ------------------ | ---------------------------- | --------------- | -------------- | -------------- | ------------ | ------------------- | ------------------- |
| اقا زیارت          | بخش نظرکهریزی شهرستان هشترود | اقازیارت        | ۳۰۰            | ۷              | ۸            | ۲                   | ۱۵                  |
| اکوزگنبدی          | بخش مرکزی شهرستان هشترود     | اکوزگنبدی       | ۲۵۰            | ۴              | ۱            | ۵                   | ۱۰                  |
| ایلان بلاغی        | بخش مرکزی شهرستان هشترود     | باباکندی        | ۷۵             | ۵              | ۷            | ۵                   | ۸                   |
| ایلان بلاغی ۲      | بخش مرکزی شهرستان هشترود     | باباکندی        | ۸۰             | ۵              | ۶            | ۵                   | ۵۰                  |
| باباکندی           | بخش مرکزی شهرستان هشترود     | باباکندی        | ۵۰۰            | ۵              | ۴            | ۵                   | ۷                   |
| تارقلی             | بخش مرکزی شهرستان هشترود     | تارقلی          | ۶۰             | ۵              | ۶            | ۵                   | ۳                   |
| دالی سو            | بخش مرکزی شهرستان هشترود     | ذولبین          | ۷۰۰            | ۶۰             | ۷            | ۱۵                  | ۸                   |
| دیزج علیقلی بیک    | بخش مرکزی شهرستان هشترود     | دیزج علیقلی بیک | ۷۰۰            | ۵              | ۵            | ۱۵                  | ۱۵                  |
| قاضی کندی          | بخش مرکزی شهرستان هشترود     | قاضی کندی       | ۱۰۰۰           | ۱۰             | ۴            | ۶                   | ۶۰                  |
| قاضی کندی (باقری)  | بخش مرکزی شهرستان هشترود     | قاضی کندی       | ۸۰۰            | ۹              | ۴            | ۳                   | ۱۰                  |
| قاضی کندی(احمدپور) | بخش مرکزی شهرستان هشترود     | قاضی کندی       | ۵۰             | ۵              | ۳            | ۳                   | ۶                   |
| قوجور              | بخش مرکزی شهرستان هشترود     | قوجور           | ۳۰۰            | ۵              | ۵            | ۵                   | ۴۰                  |
| کلب کندی           | بخش نظرکهریزی شهرستان هشترود | کلب کندی        | ۱۰۰۰           | ۱۰             | ۸            | ۳۰                  | ۳۰                  |